# Arcidiocesi di Katowice
L'arcidiocesi di Katowice (in latino Archidioecesis Katovicensis) è una sede metropolitana della Chiesa cattolica in Polonia. Nel 2021 contava 1390000 battezzati su 1461000 abitanti. La sede è vacante.

## Territorio
L'arcidiocesi si estende nella parte centrale del Voivodato della Slesia.
Sede arcivescovile è la città di Katowice, dove si trova la cattedrale di Cristo Re. Nel territorio dell'arcidiocesi sorgono 6 basiliche minori: il santuario di Santa Maria Immacolata a Pszów; la basilica della Beata Vergine Maria e di San Bartolomeo a Piekary Śląskie; la basilica di Sant'Antonio da Padova a Rybnik; la basilica di San Luigi e dell'Assunzione di Maria nel quartiere Panewniki di Katowice; la basilica di Sant'Adalberto a Mikołów; e la basilica di Santo Stefano e di Nostra Signora di Bogucka a Katowice.
Il territorio si estende su 2.400 km² ed è suddiviso in 33 decanati e in 322 parrocchie.

### Provincia ecclesiastica
La provincia ecclesiastica di Katowice, istituita nel 1992, comprende due suffraganee:
- la diocesi di Opole, eretta nel 1972;
- la diocesi di Gliwice, eretta nel 1992.

## Storia
In seguito all'assegnazione alla Polonia di parte del territorio dell'Alta Slesia, il 7 novembre 1922 la Santa Sede nominò per questi territori, che formalmente facevano ancora parte dell'arcidiocesi di Breslavia, un amministratore apostolico nella persona del salesiano August Hlond.
L'amministrazione apostolica comprendeva 14 decanati, 140 parrocchie e chiese filiali, 291 sacerdoti e poco più di un milione di fedeli.
Sul medesimo territorio, il 28 ottobre 1925 è stata eretta la diocesi di Katowice con la bolla Vixdum Poloniae unitas di papa Pio XI, ricavandone il territorio dalla stessa arcidiocesi di Breslavia. La nuova sede fu resa suffraganea dell'arcidiocesi di Cracovia. La bolla stabiliva come cattedrale della nuova diocesi la chiesa dei Santi apostoli Pietro e Paolo di Katowice.
Il capitolo della cattedrale, costituito da 8 canonici, fu istituito il 2 gennaio 1926 con la bolla Divina disponente clementia dello stesso papa Pio XI.
Il 25 marzo 1992, in seguito alla riorganizzazione delle diocesi polacche voluta da papa Giovanni Paolo II con la bolla Totus tuus Poloniae populus, ha ceduto porzioni del suo territorio a vantaggio dell'erezione delle diocesi di Bielsko-Żywiec e di Gliwice e contestualmente è stata elevata al rango di arcidiocesi metropolitana.

## Cronotassi dei vescovi
Si omettono i periodi di sede vacante non superiori ai 2 anni o non storicamente accertati.
- August Hlond, S.D.B. † (7 novembre 1922 - 14 dicembre 1925 nominato vescovo di Katowice) (amministratore apostolico)

- August Hlond, S.D.B. † (14 dicembre 1925 - 24 giugno 1926 nominato arcivescovo di Gniezno-Poznań)
- Arkadiusz Lisiecki † (24 giugno 1926 - 13 maggio 1930 deceduto)
- Stanisław Adamski † (2 settembre 1930 - 12 novembre 1967 deceduto)
- Herbert Bednorz † (12 novembre 1967 succeduto - 3 giugno 1985 ritirato)
- Damian Zimoń (3 giugno 1985 - 29 ottobre 2011 ritirato)
- Wiktor Paweł Skworc (29 ottobre 2011 - 31 maggio 2023 ritirato)
- Adrian Józef Galbas, S.A.C. (31 maggio 2023 succeduto - 4 novembre 2024 nominato arcivescovo di Varsavia)

## Statistiche
L'arcidiocesi nel 2021 su una popolazione di 1.461.000 persone contava 1.390.000 battezzati, corrispondenti al 95,1% del totale.
| anno | popolazione | popolazione | popolazione | presbiteri | presbiteri | presbiteri | presbiteri                | diaconi | religiosi | religiosi | parrocchie |
| anno | battezzati  | totale      | %           | numero     | secolari   | regolari   | battezzati per presbitero | diaconi | uomini    | donne     | parrocchie |
| ---- | ----------- | ----------- | ----------- | ---------- | ---------- | ---------- | ------------------------- | ------- | --------- | --------- | ---------- |
| 1950 | 1.260.000   | 1.282.000   | 98,3        | 506        | 459        | 47         | 2.490                     |         | 62        | 1.806     | 233        |
| 1970 | 1.600.000   | 1.700.000   | 94,1        | 858        | 719        | 139        | 1.864                     |         | 186       | 1.753     | 261        |
| 1980 | 2.036.000   | 2.200.000   | 92,5        | 919        | 803        | 116        | 2.215                     |         | 222       | 1.499     | 348        |
| 1990 | 2.260.934   | 2.373.374   | 95,3        | 1.136      | 979        | 157        | 1.990                     |         | 292       | 1.390     | 425        |
| 1999 | 1.700.000   | 1.750.000   | 97,1        | 1.008      | 882        | 126        | 1.686                     |         | 213       | 922       | 310        |
| 2000 | 1.650.000   | 1.700.000   | 97,1        | 1.018      | 894        | 124        | 1.620                     |         | 202       | 914       | 311        |
| 2001 | 1.650.000   | 1.700.000   | 97,1        | 1.035      | 908        | 127        | 1.594                     |         | 222       | 887       | 312        |
| 2002 | 1.735.000   | 1.785.000   | 97,2        | 1.053      | 920        | 133        | 1.647                     |         | 212       | 977       | 313        |
| 2003 | 1.670.000   | 1.719.000   | 97,1        | 1.052      | 922        | 130        | 1.587                     |         | 203       | 883       | 313        |
| 2004 | 1.660.000   | 1.712.000   | 97,0        | 1.061      | 930        | 131        | 1.564                     |         | 199       | 879       | 313        |
| 2006 | 1.640.000   | 1.685.000   | 97,3        | 1.071      | 946        | 125        | 1.531                     |         | 180       | 843       | 314        |
| 2013 | 1.477.900   | 1.520.900   | 97,2        | 1.105      | 976        | 129        | 1.337                     |         | 194       | 819       | 319        |
| 2016 | 1.443.000   | 1.486.000   | 97,1        | 1.092      | 966        | 126        | 1.321                     | 3       | 199       | 870       | 321        |
| 2019 | 1.390.000   | 1.461.000   | 95,1        | 1.066      | 959        | 107        | 1.303                     | 5       | 174       | 870       | 322        |
| 2021 | 1.390.000   | 1.461.000   | 95,1        | 1.066      | 938        | 128        | 1.303                     | 5       | 193       | 830       | 322        |

## Galleria d'immagini

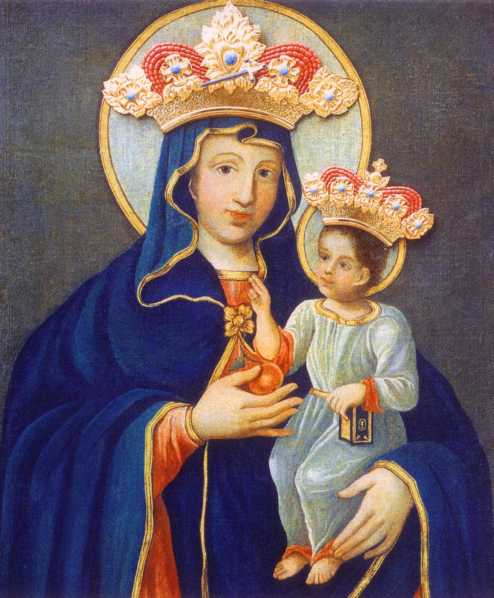
Immagine di Nostra Signora di Piekary, patrona dell'arcidiocesi
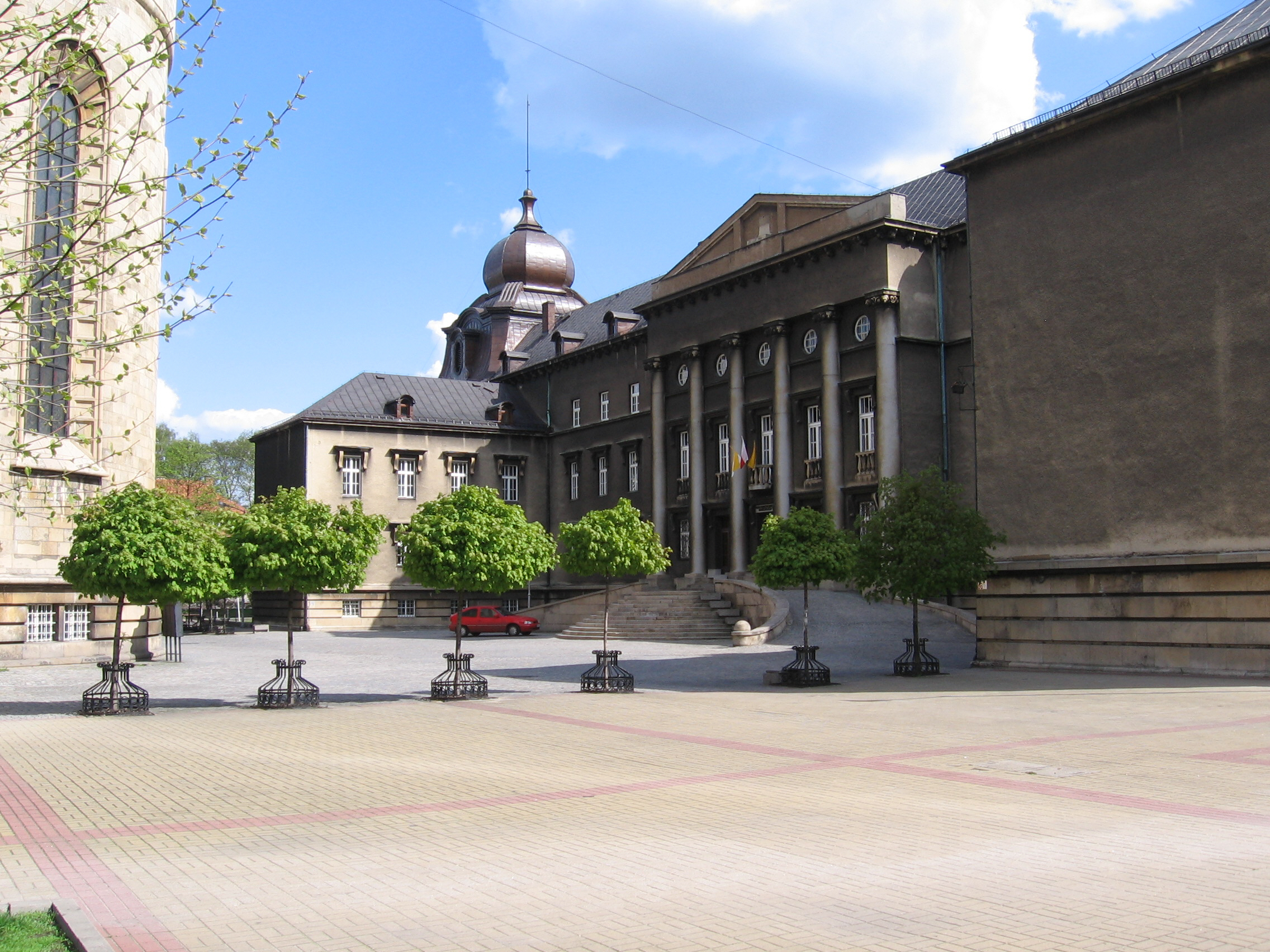
Curia metropolitana di Katowice
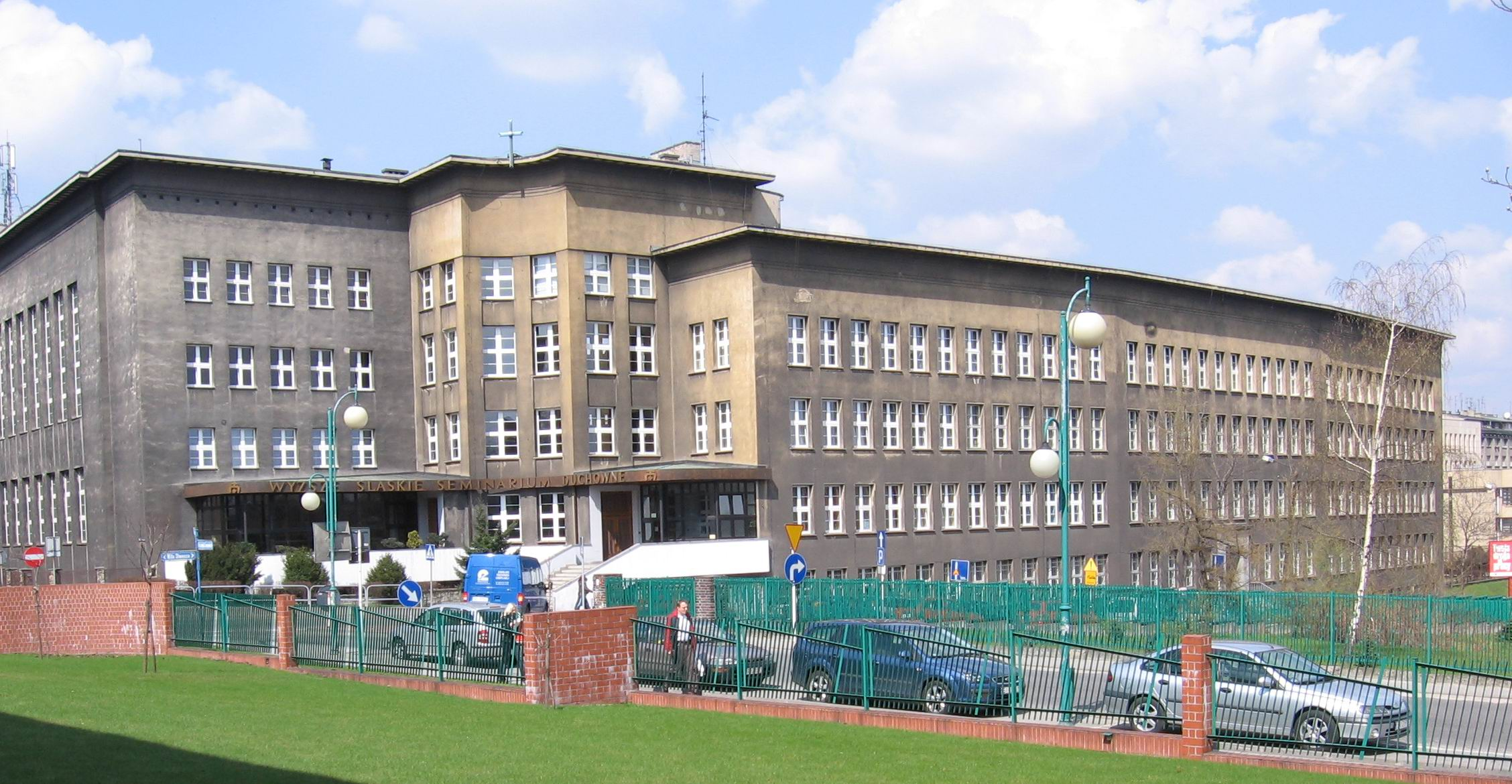
Seminario arcivescovile
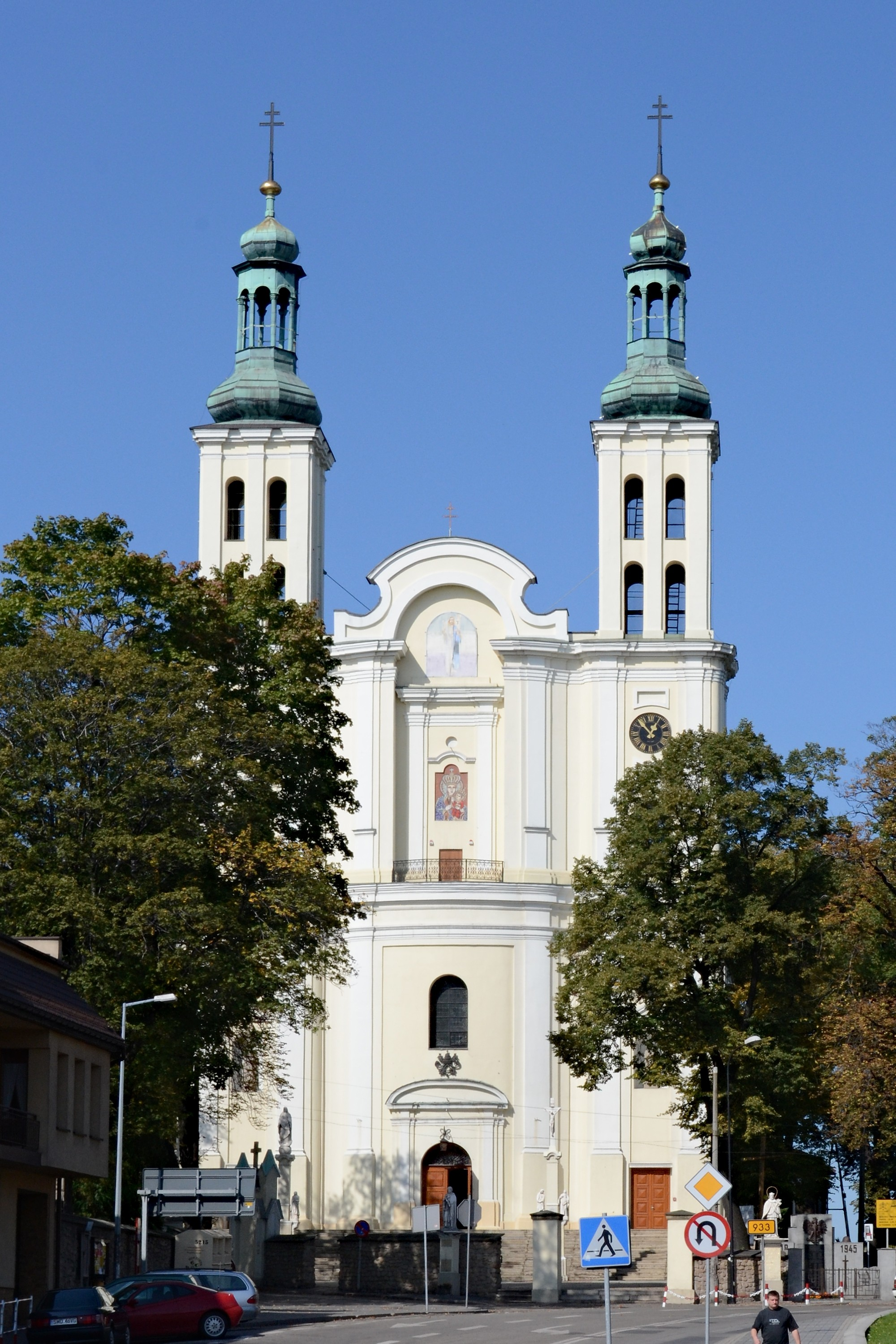
Santuario di Santa Maria Immacolata a Pszów
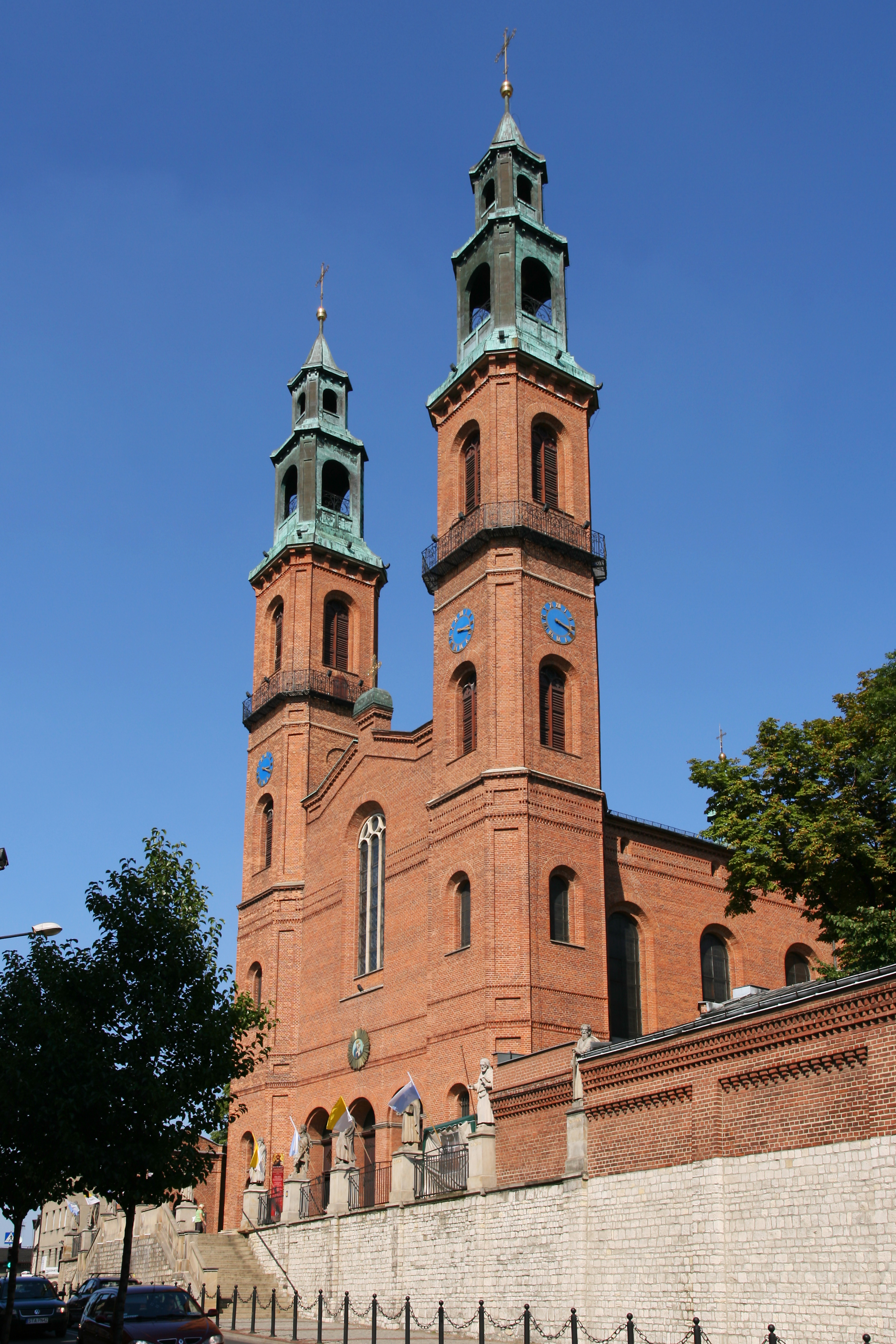
Basilica della Beata Vergine Maria e di San Bartolomeo a Piekary Śląskie
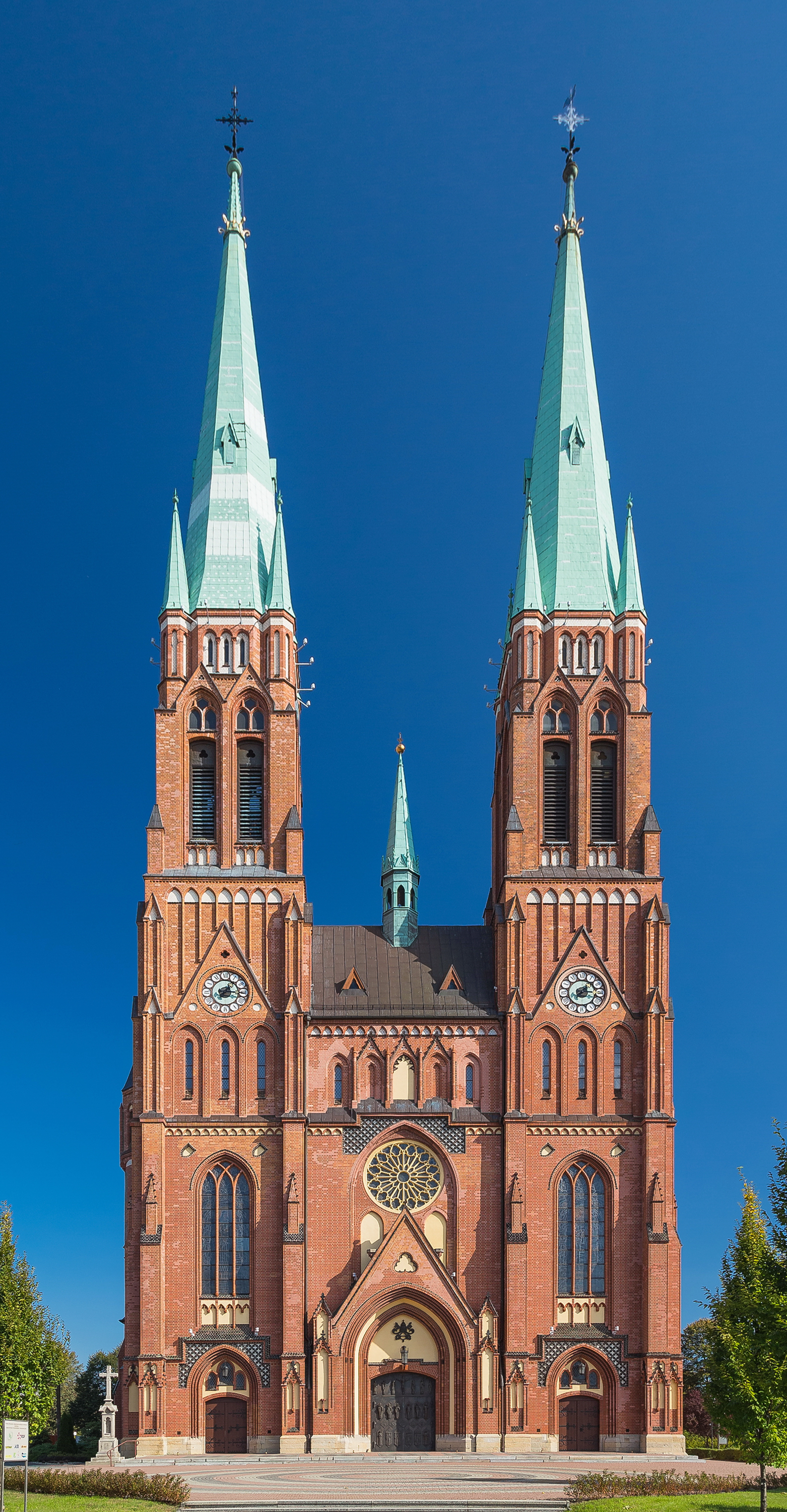
Basilica di Sant'Antonio da Padova a Rybnik
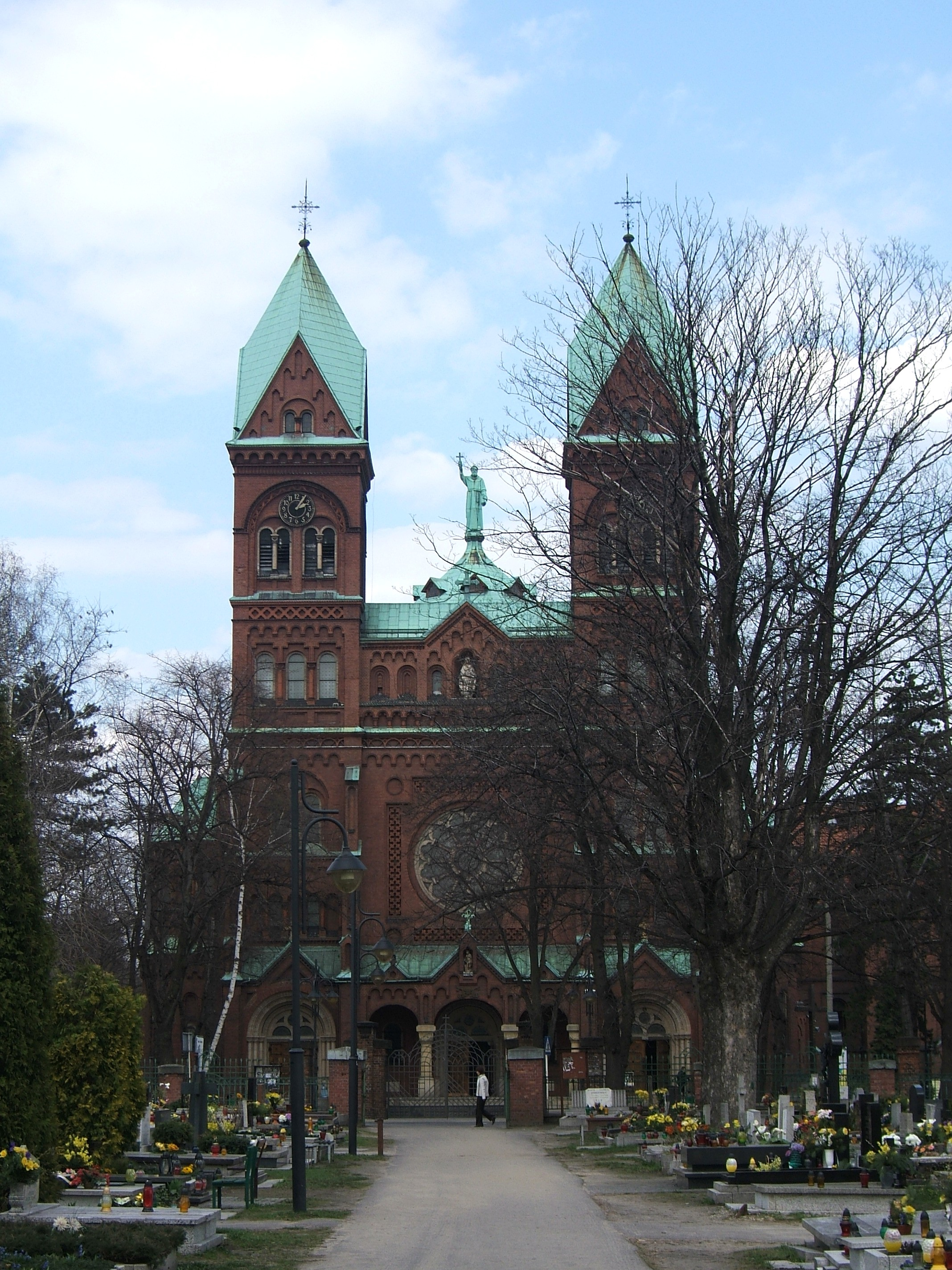
Basilica di San Luigi e dell'Assunzione di Maria nel quartiere Panewniki di Katowice
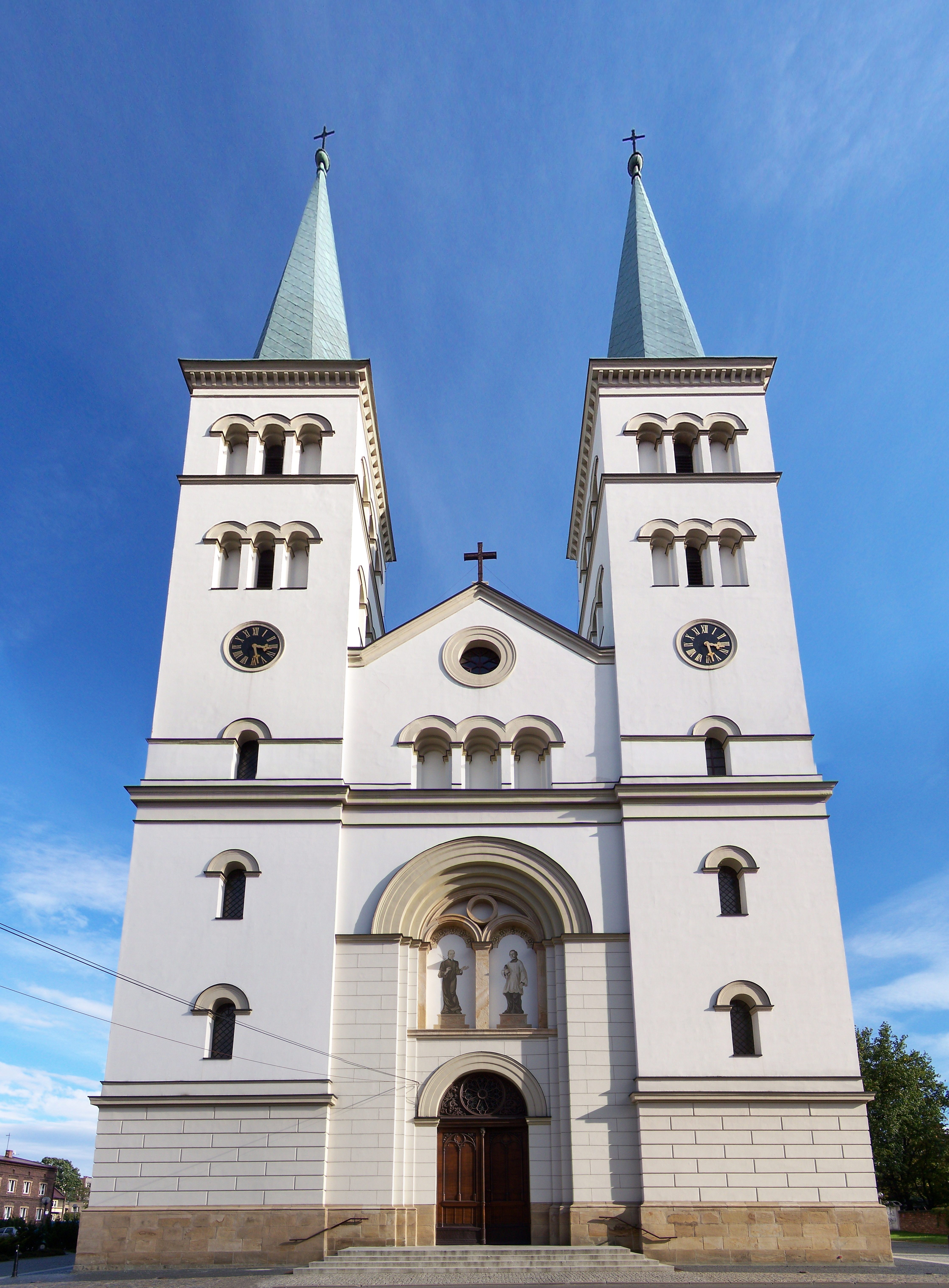
Basilica di Sant'Adalberto a Mikołów
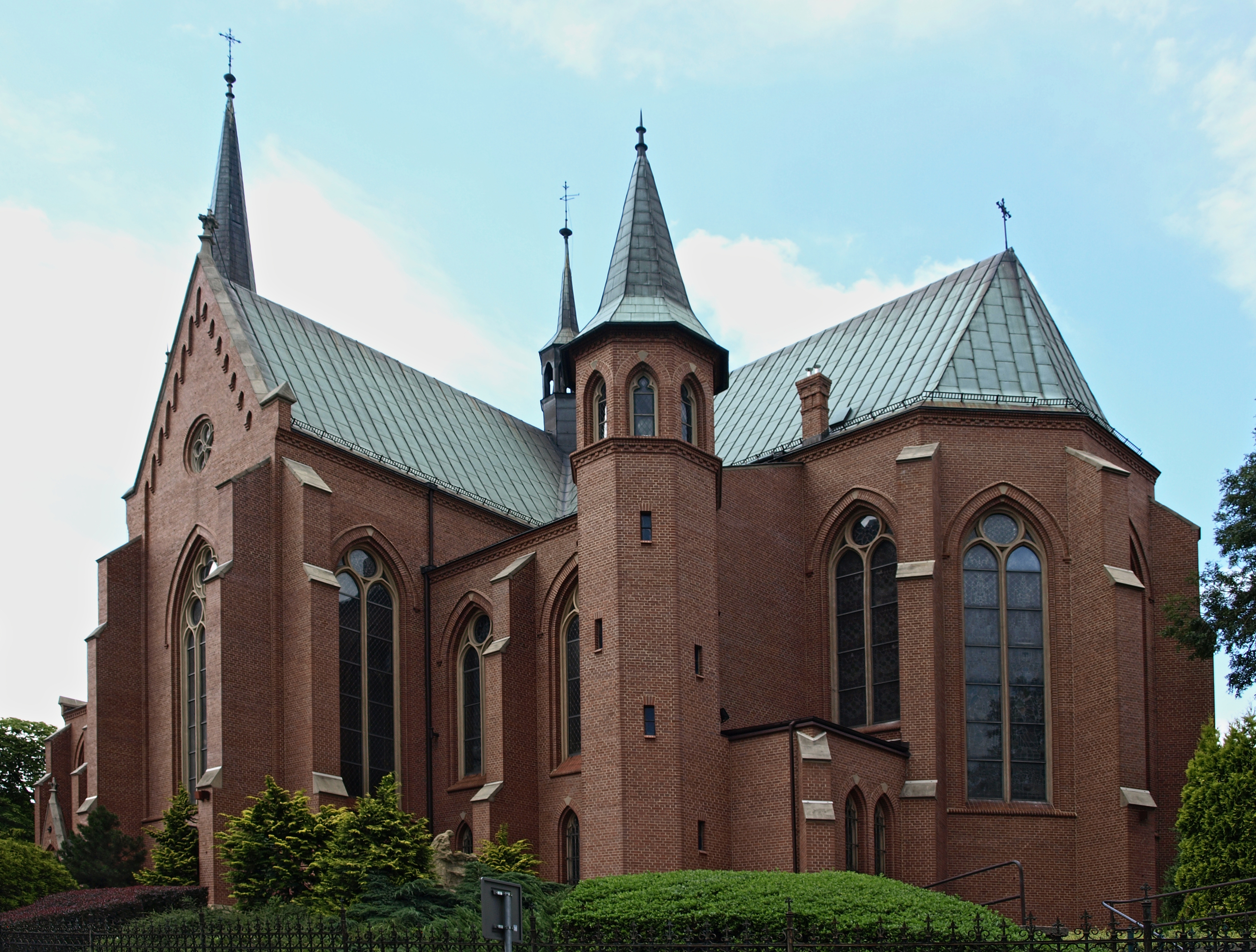
Basilica di Santo Stefano e di Nostra Signora di Bogucka a Katowice
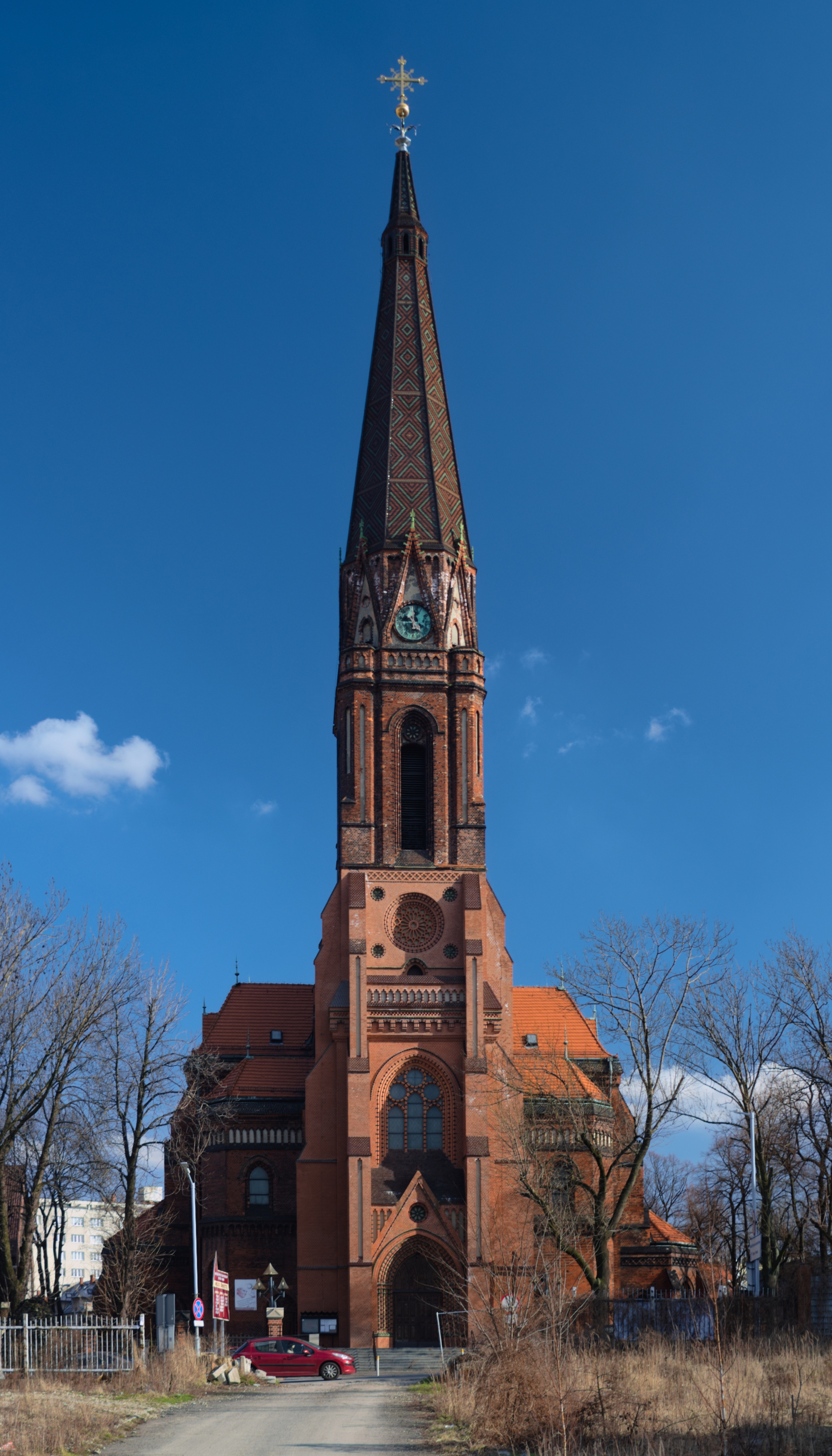
La primitiva cattedrale della diocesi, dedicata ai Santi Pietro e Paolo